# Mișcarea Profesioniștilor „Speranța-Nadejda”
Mișcarea Profesioniștilor "Speranța-Nadejda" este o mișcare social-politică din Republica Moldova, creată pe 30 aprilie 1997 și condusă de Vladimir Florea pînă în anul 2018. A participat în alegerile parlamentare din 1998 și 2001, cât și la cele locale din 1999 și 2003. Mișcarea social-politică a avut câteva mandate în Parlament după alegerile din 2001 și a intrat în Alianța Braghiș. În 2017, mișcarea avea un singur membru. Pe data de  9 octombrie 2018 a fost ales noul conducător dr. conf. Andrei Donică.